# Caccia alle streghe di Fulda
La caccia alle streghe di Fulda è stato un periodo particolarmente efferato di persecuzione e processi ai danni di persone accusate di stregoneria, che ebbe luogo tra il 1603 e il 1606 per iniziativa di Balthasar von Dernbach (1548 - 1606), principe abate di Fulda.

## Storia

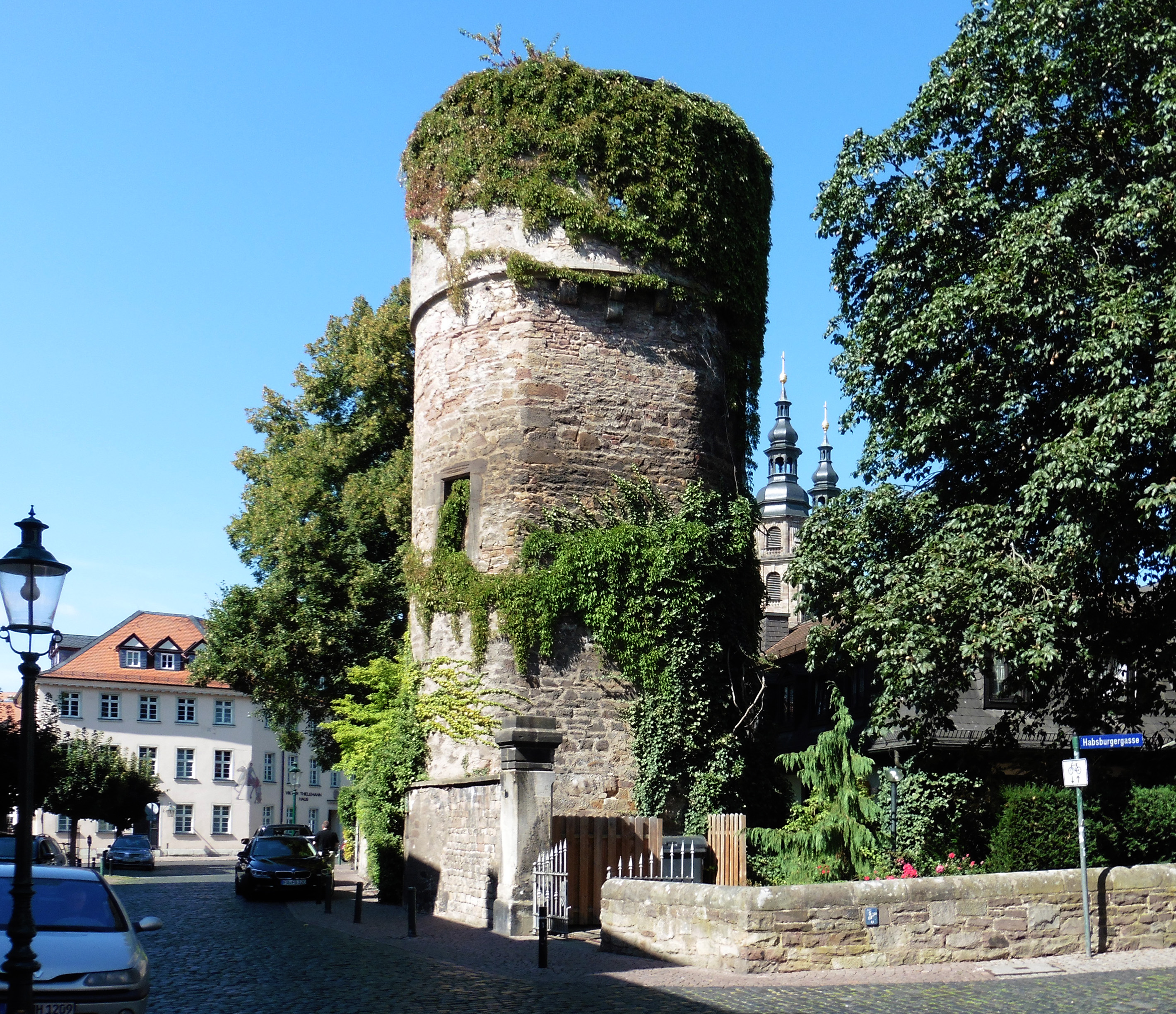
La torre che veniva usata come prigione durante i processi di Fulda

Durante il suo secondo periodo di principato sull'Abbazia di Fulda (che durò tra il 1602 e il 1606) il principe-abate Balthasar von Dernbach fece tenere processi alle streghe, designando Balthasar Nuss, suo ex-capo guardaboschi e maestro di scuderia, come Commissario per le stregoneria (Hexenkommissar) perché li portasse a termine. La persecuzione delle streghe durò dal 1603 al 1606 e durante questo periodo furono processate e uccise 250 persone, prevalentemente donne, ma tra le vittime ci furono anche alcuni uomini. Il processo e la condanna al rogo di Merga Bien, il cui marito Blasius Bien fece ricorso davanti alla Camera di Commercio del Reich a Spira contro le terribili condizioni di detenzione della moglie, è diventato particolarmente noto.
Balthasar Nuss violò numerosi aspetti delle disposizioni al tempo applicabili in materia di processi per stregoneria. Durante la tortura, il "Commissario per la stregoneria" inventò nuove forme di atrocità e si arricchì con i beni delle persone giustiziate o dei loro parenti. Il luogo delle esecuzioni a Fulda, e quindi uno dei principali luoghi in cui operò Nuss, si trovava su una piccola collina a est della residenza abaziale, all'epoca nota come "Hexenküppel", oggi "Waldschlößchen". I passaggi sotterranei sono in gran parte inesplorati. Interessanti reperti sono stati recuperati durante la costruzione della vicina chiesa cattolica di San Giuseppe.
Dopo la morte del principe abate, avvenuta nel 1606, Nuss fu arrestato e tenuto in carcere per 13 anni. Alla fine fu processato per l'arricchimento indebito che aveva ottenuto durante la persecuzione delle streghe. Fu decapitato nel 1618 dopo un parere favorevole espresso dalla Facoltà di Giurisprudenza dell'Università di Ingolstadt.